# Classifica perpetua dei marcatori della Major League Soccer
La classifica perpetua della Major League Soccer dal 1996 è una graduatoria, di valore puramente statistico, in cui sono riportati i dati delle società che hanno partecipato alla Major League Soccer del campionato statunitense di calcio.
Tutti i dati si riferiscono alla regular season, i gol segnati nei playoff non sono inclusi.

## Descrizione
Il primo giocatore della MLS a raggiungere 100 gol è stato Jason Kreis il 13 agosto 2005, segnando nella sconfitta per 4-2 del Real Salt Lake contro i K.C. Wizards. Il 22 agosto 2007 Jaime Moreno del D.C. United ha fissato un nuovo record arrivando a 109 gol.. Moreno si è ritirato nel 2010 a quota 133 gol e ha mantenuto il proprio record fino al 27 agosto 2011, quando Jeff Cunningham ha segnato il suo ultimo gol con i Columbus Crew nella sconfitta per 6-2 contro i Seattle Sounders. Il 25 maggio 2014 il record è nuovamente passato di mano quando Landon Donovan ha raggiunto quota 135 marcature. il giocatore statunitense è riuscito a spingersi fino a 145 gol al suo ritiro del 2016. L'attuale detentore del record è Chris Wondolowski, balzato in testa a partire dal 18 maggio 2019, quando ha segnato il suo 146º gol.

## Classifica generale
La seguente tabella indica i giocatori ad aver superato 100 gol, ed è aggiornata alla stagione 2024. In grassetto i giocatori ancora in attività. Dei tredici giocatori indicati otto sono statunitensi, gli altri cinque sono un canadese, un boliviano, un sierraleonese, un inglese e un venezuelano.
Elenco aggiornato al 26 aprile 2025.
| Pos. | Marcatore               | Reti | Pres. | Media | Stag.     | Squadre |
| ---- | ----------------------- | ---- | ----- | ----- | --------- | --- |
| 1.   | Chris Wondolowski       | 169  | 410   | 0,41  | 2005-2021 | Houston Dynamo (4), S.J. Earthquakes (165) |
| 2.   | Landon Donovan          | 146  | 340   | 0,43  | 2001-2016 | S.J. Earthquakes (32), LA Galaxy (114) |
| 3.   | Kei Kamara              | 146  | 442   | 0,33  | 2006-2024 | S.J. Earthquakes (2), Houston Dynamo (7), Sporting K.C. (38), Columbus Crew (32), N.E. Revolution (19), Vancouver Whitecaps (14), Colorado Rapids (17), Minnesota Utd (1), CF Montréal (9), Chicago Fire (5), Los Angeles FC (3) |
| 4.   | Jeff Cunningham         | 134  | 365   | 0,37  | 1998-2011 | Colorado Rapids (12), Real Salt Lake (19), Toronto FC (6), FC Dallas (33), Columbus Crew (64) |
| 5.   | Jaime Moreno            | 133  | 340   | 0,39  | 1996-2010 | MetroStars (2), D.C. United (131) |
| 6.   | Josef Martínez          | 122  | 193   | 0.63  | 2017-     | Atlanta United (98), Inter Miami (7), CF Montréal (11), S.J. Earthquakes (6) |
| 7.   | Bradley Wright-Phillips | 117  | 231   | 0,49  | 2013-2021 | N.Y. Red Bulls (108), Los Angeles FC (8), Columbus Crew (1) |
| 8.   | Ante Razov              | 114  | 262   | 0,44  | 1996-2009 | LA Galaxy (1), Chicago Fire (76), Columbus Crew (1), MetroStars (6), Chivas USA (30) |
| 9.   | Jason Kreis             | 108  | 305   | 0,35  | 1996-2007 | Dallas Burn (91), Real Salt Lake (17) |
| 10.  | Dwayne De Rosario       | 104  | 342   | 0,30  | 2001-2014 | S.J. Earthquakes (27), Houston Dynamo (24), N.Y. Red Bulls (2), D.C. United (23), Toronto FC (28) |
| 11.  | Gyasi Zardes            | 103  | 325   | 0.31  | 2013-     | LA Galaxy (34), Columbus Crew (51), Colorado Rapids (9), Austin FC (9) |
| 12.  | Taylor Twellman         | 101  | 174   | 0,58  | 2002-2010 | N.E. Revolution (101) |
| 13.  | Edson Buddle            | 100  | 304   | 0,33  | 2001-2015 | Columbus Crew (42), N.Y. Red Bulls (6), LA Galaxy (45), Colorado Rapids (7) |